# Distretto di Non Daeng
Il distretto di Non Daeng (in thailandese: โนนแดง) è un distretto (amphoe) della Thailandia, situato nella provincia di Nakhon Ratchasima.